# Coffs Harbour
Coffs Harbour, ook wel kortweg Coffs genoemd, is een kustplaatsje in het noorden van New South Wales, Australië. Het is een populaire vakantiebestemming voor toeristen. Dit is vooral omdat het ver genoeg in het noorden ligt om een semi-tropisch klimaat te hebben maar toch relatief dicht bij Sydney (ongeveer 540 kilometer) en Brisbane (ongeveer 440 kilometer). Coffs Harbour is daarnaast een bekende plaats om te surfen. Er vinden regionale surfwedstrijden plaats.

## Geografie
Coffs Harbour is een van de vele stadjes die langs de Pacific Highway tussen Newcastle en Gold Coast liggen. Andere stadjes die op deze route liggen zijn onder andere Tweed Heads, Ballina, Grafton, Kempsey, Port Macquarie en Taree.
De omliggende regio wordt gedomineerd door kustresorts en appartementen met in het achterland bossen, bananenplantages en andere boerderijen. Het is de enige plaats in Australië waar het Groot Australisch Scheidingsgebergte samenkomt met de Grote Oceaan.

## De naam
Coffs Harbour dankt zijn naam aan kapitein John Korff, die het gebied Korff's Harbour noemde toen hij genoodzaakt was er te schuilen voor een storm in 1847. De naam werd per ongeluk veranderd door een ambtenaar die het land in 1861 registreerde.

## Attracties
Coffs Harbour beschikt over een bloeiende bananenindustrie. Een van de bekendste attracties is de Big Banana (Grote Banaan), uit 1965, een van de eerste van Grote Dingen van Australië. Daarnaast is er een populaire duikplek bij een klein natuurlijk rif.
De Coffs Harbour Jetty is een historische timmerwerf waar het hout vanuit het binnenland gebracht werd.
Dicht bij het Solitary Islands Marine Park worden variërende onderwater-ecosystemen beschermd. Er bevinden zich ook diverse nationale parken, reservaten en zeegebieden rond de stad.

## Geboren in Coffs Harbour
- Marjorie Jackson (1931), olympisch sprintkampioene en gouverneur van Zuid-Australië
- David Helfgott (1947) – pianist
- Russell Crowe (1964) – acteur
- Mark McGowan (1967) – politicus, premier van West-Australië

Albury ·
Armidale ·
Bathurst ·
Blue Mountains ·
Broken Hill ·
Cessnock ·
Coffs Harbour ·
Dubbo ·
Gosford ·
Goulburn ·
Grafton ·
Griffith ·
Greater Taree ·
Hawkesbury ·
Lake Macquarie ·
Lismore ·
Lithgow ·
Maitland ·
Newcastle ·
Orange ·
Queanbeyan ·
Shellharbour ·
Shoalhaven ·
Sydney (hoofdstad) ·
Tamworth ·
Tanglewood ·
Wagga Wagga ·
Wollongong ·
Wyong